# Deep Blue versus Garri Kasparov
Deep Blue vs Garry Kasparov es la denominación genérica para los famosos matches de ajedrez, jugados a 6 partidas entre la supercomputadora de IBM Deep Blue y el campeón del mundo de ajedrez: Garry Kaspárov. Estos encuentros son referidos también con la expresión de "El hombre contra la máquina", debido a la naturaleza del evento. El primer match se jugó en febrero de 1996 en Filadelfia, (Pensilvania). Kasparov lo ganó 4–2, perdiendo una partida, empatando 2 y ganando 3. Lo que en notación ajedrecística se escribe +3 =2 -1.  
En 1997, se disputó un segundo match, que fue llamado «el más espectacular duelo de ajedrez de la historia». En esa ocasión, la supercomputadora Deep Blue, que había sido mejorada desde el anterior encuentro, ganó a Kasparov 3½–2½ (+2 =3 -1).

## Sumario
| El Encuentro de 1996                 | El Encuentro de 1996 | El Encuentro de 1996 | El Encuentro de 1996 | El Encuentro de 1996       |
| Partida                              | Blancas              | Negras               | Resultado            | Encuentro                  |
| ------------------------------------ | -------------------- | -------------------- | -------------------- | -------------------------- |
| 1                                    | Deep Blue            | Kasparov             | 1–0                  | Deep Blue 1 - 0 Kasparov   |
| 2                                    | Kasparov             | Deep Blue            | 1–0                  | Deep Blue 1 - 1 Kasparov   |
| 3                                    | Deep Blue            | Kasparov             | ½–½                  | Deep Blue 1½ - 1½ Kasparov |
| 4                                    | Kasparov             | Deep Blue            | ½–½                  | Deep Blue 2 - 2 Kasparov   |
| 5                                    | Deep Blue            | Kasparov             | 0–1                  | Deep Blue 2 - 3 Kasparov   |
| 6                                    | Kasparov             | Deep Blue            | 1–0                  | Deep Blue 2 - 4 Kasparov   |
| Resultado: Kasparov – Deep Blue: 4–2 |                      |                      |                      |                            |

| El Encuentro de 1997                 | El Encuentro de 1997 | El Encuentro de 1997 | El Encuentro de 1997 | El Encuentro de 1997       |
| Partida                              | Blancas              | Negras               | Resultado            | Encuentro                  |
| ------------------------------------ | -------------------- | -------------------- | -------------------- | -------------------------- |
| 1                                    | Kasparov             | Deep Blue            | 1–0                  | Deep Blue 0 - 1 Kasparov   |
| 2                                    | Deep Blue            | Kasparov             | 1–0                  | Deep Blue 1 - 1 Kasparov   |
| 3                                    | Kasparov             | Deep Blue            | ½–½                  | Deep Blue 1½ - 1½ Kasparov |
| 4                                    | Deep Blue            | Kasparov             | ½–½                  | Deep Blue 2 - 2 Kasparov   |
| 5                                    | Kasparov             | Deep Blue            | ½–½                  | Deep Blue 2½ - 2½ Kasparov |
| 6                                    | Deep Blue            | Kasparov             | 1–0                  | Deep Blue 3½ - 2½ Kasparov |
| Resultado: Deep Blue–Kasparov: 3½–2½ |                      |                      |                      |                            |

## El encuentro de 1996
|       |       |    |       |       |       |       |       |    |  |
|       | a8    | b8 | c8    | d8    | e8    | f8    | g8    | h8 |  |
| a7    | b7    | c7 | d7    | e7    | f7    | g7    | h7 rl |    |  |
| a6    | b6    | c6 | d6    | e6    | f6 qd | g6    | h6 kd |    |  |
| a5    | b5    | c5 | d5 ql | e5    | f5    | g5 nl | h5    |    |  |
| a4    | b4    | c4 | d4 pd | e4    | f4    | g4    | h4    |    |  |
| a3 pl | b3 pl | c3 | d3    | e3    | f3 pd | g3 pl | h3 pl |    |  |
| a2    | b2    | c2 | d2    | e2    | f2 nd | g2    | h2 kl |    |  |
| a1    | b1    | c1 | d1    | e1 rd | f1    | g1    | h1    |    |  |
|       |       |    |       |       |       |       |       |    |  |

### 1996 1ª partida, Deep Blue contra Kasparov
La primera partida del encuentro de 1996 se convirtió en la primera en la que una computadora ganaba al campeón del mundo, en condiciones normales de torneo, con un tiempo de control igual que en las competiciones oficiales de ajedrez. 
Se jugó el 10 de febrero de 1996.
1.e4 c5 2.c3 d5 3.exd5 Dxd5 4.d4 Cf6 5.Cf3 Ag4 6.Ae2 e6 7.h3 Ah5 8.O-O Cc6 9.Ae3 cxd4 10.cxd4 Ab4 11.a3 Aa5 12.Cc3 Dd6 13.Cb5 De7 14.Ce5 Axe2 15.Dxe2 O-O 16.Tac1 Tac8 17.Ag5 Ab6 18.Axf6 gxf6 19.Cc4 Tfd8 20.Cxb6 axb6 21.Tfd1 f5 22.De3 Df6 23.d5 Txd5 24.Txd5 exd5 25.b3 Rh8 26.Dxb6 Tg8 27.Dc5 d4 28.Cd6 f4 29.Cxb7 Ce5 30.Dd5 f3 31.g3 Cd3 32.Tc7 Te8 33.Cd6 Te1+ 34.Rh2 Cxf2 35.Cxf7+ Rg7 36.Cg5+ Rh6 37.Txh7+ 1-0

### 1996 2ª partida, Kasparov contra Deep Blue
La segunda partida comenzó con la apertura catalana. La partida duró 73 movimientos, hasta que los programadores de Deep Blue acordaron rendirse debido a la inferioridad de material en la que se encontraba Deep Blue. 
La partida se jugó el 11 de febrero de 1996.
1.Cf3 d5 2.d4 e6 3.g3 c5 4.Ag2 Cc6 5.O-O Cf6 6.c4 dxc4 7.Ce5 Ad7 8.Ca3 cxd4 9.Caxc4 Ac5 10.Db3 O-O 11.Dxb7 Cxe5 12.Cxe5 Tb8 13.Df3 Ad6 14.Cc6 Axc6 15.Dxc6 e5 16.Tb1 Tb6 17.Da4 Db8 18.Ag5 Ae7 19.b4 Axb4 20.Axf6 gxf6 21.Dd7 Dc8 22.Dxa7 Tb8 23.Da4 Ac3 24.Txb8 Dxb8 25.Ae4 Dc7 26.Da6 Rg7 27.Dd3 Tb8 28.Axh7 Tb2 29.Ae4 Txa2 30.h4 Dc8 31.Df3 Ta1 32.Txa1 Axa1 33.Dh5 Dh8 34.Dg4+ Rf8 35.Dc8+ Rg7 36.Dg4+ Rf8 37.Ad5 Re7 38.Ac6 Rf8 39.Ad5 Re7 40.Df3 Ac3 41.Ac4 Dc8 42.Dd5 De6 43.Db5 Dd7 44.Dc5+ Dd6 45.Da7+ Dd7 46.Da8 Dc7 47.Da3+ Dd6 48.Da2 f5 49.Axf7 e4 50.Ah5 Df6 51.Da3+ Rd7 52.Da7+ Rd8 53.Db8+ Rd7 54.Ae8+ Re7 55.Ab5 Ad2 56.Dc7+ Rf8 57.Ac4 Ac3 58.Rg2 Ae1 59.Rf1 Ac3 60.f4 exf3 61.exf3 Ad2 62.f4 Re8 63.Dc8+ Re7 64.Dc5+ Rd8 65.Ad3 Ae3 66.Dxf5 Dc6 67.Df8+ Rc7 68.De7+ Rc8 69.Af5+ Rb8 70.Dd8+ Rb7 71.Dd7+ Dxd7 72.Axd7 Rc7 73.Ab5 1-0

### 1996 3ª partida, Deep Blue contra Kasparov
En la tercera partida se jugó la defensa siciliana. La partida terminó en empate a los 39 movimientos. 
Se jugó el 13 de febrero de 1996.
1.e4 c5 2.c3 d5 3.exd5 Dxd5 4.d4 Cf6 5.Cf3 Ag4 6.Ae2 e6 7.O-O Cc6 8.Ae3 cxd4 9.cxd4 Ab4 10.a3 Aa5 11.Cc3 Dd6 12.Ce5 Axe2 13.Dxe2 Axc3 14.bxc3 Cxe5 15.Af4 Cf3+ 16.Dxf3 Dd5 17.Dd3 Tc8 18.Tfc1 Dc4 19.Dxc4 Txc4 20.Tcb1 b6 21.Ab8 Ta4 22.Tb4 Ta5 23.Tc4 O-O 24.Ad6 Ta8 25.Tc6 b5 26.Rf1 Ta4 27.Tb1 a6 28.Re2 h5 29.Rd3 Td8 30.Ae7 Td7 31.Axf6 gxf6 32.Tb3 Rg7 33.Re3 e5 34.g3 exd4+ 35.cxd4 Te7+ 36.Rf3 Td7 37.Td3 Taxd4 38.Txd4 Txd4 39.Txa6 b4 ½-½

### 1996 4ª partida, Kasparov contra Deep Blue
Se jugó la defensa semieslava, terminando en empate.
La partida se jugó el 14 de febrero de 1996.
1.Cf3 d5 2.d4 c6 3.c4 e6 4.Cbd2 Cf6 5.e3 Cbd7 6.Ad3 Ad6 7.e4 dxe4 8.Cxe4 Cxe4 9.Axe4 O-O 10.O-O h6 11.Ac2 e5 12.Te1 exd4 13.Dxd4 Ac5 14.Dc3 a5 15.a3 Cf6 16.Ae3 Axe3 17.Txe3 Ag4 18.Ce5 Te8 19.Tae1 Ae6 20.f4 Dc8 21.h3 b5 22.f5 Axc4 23.Cxc4 bxc4 24.Txe8+ Cxe8 25.Te4 Cf6 26.Txc4 Cd5 27.De5 Dd7 28.Tg4 f6 29.Dd4 Rh7 30.Te4 Td8 31.Rh1 Dc7 32.Df2 Db8 33.Aa4 c5 34.Ac6 c4 35.Txc4 Cb4 36.Af3 Cd3 37.Dh4 Dxb2 38.Dg3 Dxa3 39.Tc7 Df8 40.Ta7 Ce5 41.Txa5 Df7 42.Txe5 fxe5 43.Dxe5 Te8 44.Df4 Df6 45.Ah5 Tf8 46.Ag6+ Rh8 47.Dc7 Dd4 48.Rh2 Ta8 49.Ah5 Df6 50.Ag6 Tg8 ½-½

### 1996 5ª partida, Deep Blue contra Kasparov
La quinta partida fue el punto de inflexión del encuentro. Kasparov, jugando con negras, escogió jugar la apertura de los cuatro caballos en lugar de la defensa siciliana, que había jugado en las partidas 1 y 3. Fue particularmente embarazoso para el equipo de Deep Blue la derrota, por haber rechazado la propuesta de tablas ofrecida por Kasparov en la jugada 23. Fue la única partida del encuentro ganada por las negras.
La partida se jugó el 16 de febrero de 1996.
1.e4 e5 2.Cf3 Cf6 3.Cc3 Cc6 4.d4 exd4 5.Cxd4 Ab4 6.Cxc6 bxc6 7.Ad3 d5 8.exd5 cxd5 9.O-O O-O 10.Ag5 c6 11.Df3 Ae7 12.Tae1 Te8 13.Ce2 h6 14.Af4 Ad6 15.Cd4 Ag4 16.Dg3 Axf4 17.Dxf4 Db6 18.c4 Ad7 19.cxd5 cxd5 20.Txe8+ Txe8 21.Dd2 Ce4 22.Axe4 dxe4 23.b3 Td8 24.Dc3 f5 25.Td1 Ae6 26.De3 Af7 27.Dc3 f4 28.Td2 Df6 29.g3 Td5 30.a3 Rh7 31.Rg2 De5 32.f3 e3 33.Td3 e2 34.gxf4 e1=D 35.fxe5 Dxc3 36.Txc3 Txd4 37.b4 Ac4 38.Rf2 g5 39.Te3 Ae6 40.Tc3 Ac4 41.Te3 Td2+ 42.Re1 Td3 43.Rf2 Rg6 44.Txd3 Axd3 45.Re3 Ac2 46.Rd4 Rf5 47.Rd5 h5 0-1

### 1996 6ª partida Kasparov contra Deep Blue
|       |       |       |       |       |       |       |       |    |  |
|       | a8 rd | b8 bd | c8 rd | d8    | e8    | f8    | g8    | h8 |  |
| a7    | b7 qd | c7    | d7    | e7    | f7 pd | g7    | h7    |    |  |
| a6 pd | b6 pl | c6 pd | d6    | e6 pd | f6 bl | g6 pd | h6 kd |    |  |
| a5 pl | b5    | c5 ql | d5 pd | e5 pl | f5    | g5    | h5 pd |    |  |
| a4    | b4 rl | c4    | d4    | e4    | f4    | g4    | h4 pl |    |  |
| a3    | b3    | c3    | d3    | e3    | f3    | g3 pl | h3    |    |  |
| a2    | b2    | c2    | d2    | e2    | f2 pl | g2    | h2    |    |  |
| a1    | b1    | c1 rl | d1    | e1    | f1    | g1 kl | h1    |    |  |
|       |       |       |       |       |       |       |       |    |  |

La última partida del encuentro fue ganada por Kasparov, a quien le valía el empate para ganar el encuentro al tener 1 punto de ventaja. Deep Blue se rindió tras la jugada 43 de Kasparov, al haber llegado a una posición insostenible en la que, tras el cambio de damas, iba a perder una torre sin compensación de ningún tipo.
La partida se jugó el 17 de febrero de 1996.
1.Cf3 d5 2.d4 c6 3.c4 e6 4.Cbd2 Cf6 5.e3 c5 6.b3 Cc6 7.Ab2 cxd4 8.exd4 Ae7 9.Tc1 O-O 10.Ad3 Ad7 11.O-O Ch5 12.Te1 Cf4 13.Ab1 Ad6 14.g3 Cg6 15.Ce5 Tc8 16.Cxd7 Dxd7 17.Cf3 Ab4 18.Te3 Tfd8 19.h4 Cge7 20.a3 Aa5 21.b4 Ac7 22.c5 Te8 23.Dd3 g6 24.Te2 Cf5 25.Ac3 h5 26.b5 Cce7 27.Ad2 Rg7 28.a4 Ta8 29.a5 a6 30.b6 Ab8 31.Ac2 Cc6 32.Aa4 Te7 33.Ac3 Ce5 34.dxe5 Dxa4 35.Cd4 Cxd4 36.Dxd4 Dd7 37.Ad2 Te8 38.Ag5 Tc8 39.Af6+ Rh7 40.c6 bxc6 41.Dc5 Rh6 42.Tb2 Db7 43.Tb4 1-0

## El encuentro de 1997

### 1997 1ª partida, Kasparov contra Deep Blue
El  match de 1997 comenzó con el ataque indio de rey, una apertura muy sólida aunque algo pasiva, con la que Kasparov consiguió la victoria en 45 movimientos.
La partida se jugó el 3 de mayo de 1997.
1.Cf3 d5 2.g3 Ag4 3.b3 Cd7 4.Ab2 e6 5.Ag2 Cgf6 6.O-O c6 7.d3 Ad6 8.Cbd2 O-O 9.h3 Ah5 10.e3 h6 11.De1 Da5 12.a3 Ac7 13.Ch4 g5 14.Chf3 e5 15.e4 Tfe8 16.Ch2 Db6 17.Dc1 a5 18.Te1 Ad6 19.Cdf1 dxe4 20.dxe4 Ac5 21.Ce3 Tad8 22.Chf1 g4 23.hxg4 Cxg4 24.f3 Cxe3 25.Cxe3 Ae7 26.Rh1 Ag5 27.Te2 a4 28.b4 f5 29.exf5 e4 30.f4 Axe2 31.fxg5 Ce5 32.g6 Af3 33.Ac3 Db5 34.Df1 Dxf1+ 35.Txf1 h5 36.Rg1 Rf8 37.Ah3 b5 38.Rf2 Rg7 39.g4 Rh6 40.Tg1 hxg4 41.Axg4 Axg4 42.Cxg4+ Cxg4+ 43.Txg4 Td5 44.f6 Td1 45.g7 1-0

### 1997 2ª partida, Deep Blue contra Kasparov
|       |       |       |       |       |       |       |       |    |  |
|       | a8 rd | b8    | c8 rd | d8    | e8 qd | f8    | g8 kd | h8 |  |
| a7    | b7    | c7    | d7    | e7    | f7    | g7 pd | h7    |    |  |
| a6    | b6    | c6    | d6 bd | e6    | f6 pd | g6    | h6 pd |    |  |
| a5    | b5 pd | c5    | d5 pl | e5 pd | f5 pl | g5    | h5    |    |  |
| a4    | b4 pl | c4 pd | d4    | e4    | f4    | g4    | h4    |    |  |
| a3    | b3    | c3 pl | d3    | e3    | f3    | g3    | h3 pl |    |  |
| a2 rl | b2    | c2 bl | d2    | e2    | f2 ql | g2 pl | h2    |    |  |
| a1 rl | b1    | c1    | d1    | e1    | f1    | g1 kl | h1    |    |  |
|       |       |       |       |       |       |       |       |    |  |

En esta partida Kasparov acusó a IBM de hacer trampas. Kasparov se rindió, aunque análisis posteriores indicaron que podía haber logrado el empate. 
La partida se jugó el 4 de mayo de 1997.
1.e4 e5 2.Cf3 Cc6 3.Ab5 a6 4.Aa4 Cf6 5.0-0 Ae7 6.Te1 b5 7.Ab3 d6 8.c3 0-0 9.h3 h6 10.d4 Te8 11.Cbd2 Af8 12.Cf1 Ad7 13.Cg3 Ca5 14.Ac2 c5 15.b3 Cc6 16.d5 Ce7 17.Ae3 Cg6 18.Dd2 Ch7 19.a4 Ch4 20.Cxh4 Dxh4 21.De2 Dd8 22.b4 Dc7 23.Tec1 c4 24.Ta3 Tec8 25.Tca1 Dd8 26.f4 Cf6 27.fxe5 dxe5 28.Df1 Ce8 29.Df2 Cd6 30.Ab6 De8 31.T3a2 Ae7 32.Ac5 Af8 33.Cf5 Axf5 34.exf5 f6 35.Axd6 Axd6 36.axb5 axb5 37.Ae4 Txa2 38.Dxa2 Dd7 39.Da7 Tc7 40.Db6 Tb7 41.Ta8+ Rf7 42.Da6 Dc7 43.Dc6 Db6+ 44.Rf1 Tb8 45.Ta6 1-0
tras 34... f6!? Kasparov buscaba entablar después de la sucesión: 35.Axd6 Axd6 36.axb5 axb5 37.Db6 Txa2 38.Txa2 Ta8 39.Txa8 Dxa8 40.Dxd6 Da1+ 41.Rh2 Dc1 42.Db8+ Rh7 43.Dxb5 Df4+

### 1997 3ª partida, Kasparov contra Deep Blue
La tercera partida fue interesante porque Kasparov escogió una apertura irregular, la apertura Mieses, con el fin de sacar a Deep Blue de la teoría e impedir que pudiera utilizar su amplia base de datos de aperturas. A pesar de esta táctica anticomputadora, la partida terminó en empate.
La partida se jugó el 6 de mayo de 1997.
1.d3 e5 2.Cf3 Cc6 3.c4 Cf6 4.a3 d6 5.Cc3 Ae7 6.g3 0-0 7.Ag2 Ae6 8.0-0 Dd7 9.Cg5 Af5 10.e4 Ag4 11.f3 Ah5 12.Ch3 Cd4 13.Cf2 h6 14.Ae3 c5 15.b4 b6 16.Tb1 Rh8 17.Tb2 a6 18.bxc5 bxc5 19.Ah3 Dc7 20.Ag4 Ag6 21.f4 exf4 22.gxf4 Da5. 23.Ad2 Dxa3 24.Ta2 Db3 25.f5 Dxd1 26.Axd1 Ah7 27.Ch3 Tfb8 28.Cf4 Ad8 29.Cfd5 Cc6 30.Af4 Ce5 31.Aa4 Cxd5 32.Cxd5 a5 33.Ab5 Ta7 
34.Rg2 g5 35.Axe5+ dxe5 36.f6 Ag6 37.h4 gxh4 38.Rh3 Rg8 39.Rxh4 Rh7 40.Rg4 Ac7 41.Cxc7 Txc7 42.Txa5 Td8 43.Tf3 Rh8 44.Rh4 Rg8 45.Ta3 Rh8 46.Ta6 Rh7 47.Ta3 Rh8 48.Ta6 ½-½ 

### 1997 4ª partida, Deep Blue contra Kasparov
En esta partida se jugó la defensa Caro-Kann.
La partida se jugó el 7 de mayo de 1997.

### 1997 5ª partida, Kasparov contra Deep Blue
|       |       |       |       |       |       |       |    |    |  |
|       | a8    | b8    | c8    | d8    | e8    | f8    | g8 | h8 |  |
| a7 pd | b7 pd | c7    | d7    | e7    | f7    | g7 pl | h7 |    |  |
| a6    | b6    | c6    | d6    | e6    | f6    | g6    | h6 |    |  |
| a5    | b5    | c5    | d5    | e5    | f5    | g5    | h5 |    |  |
| a4    | b4 kd | c4 pd | d4    | e4    | f4 nl | g4    | h4 |    |  |
| a3    | b3 nd | c3    | d3    | e3 rl | f3    | g3 pl | h3 |    |  |
| a2    | b2    | c2    | d2 rd | e2    | f2    | g2    | h2 |    |  |
| a1    | b1 kl | c1    | d1    | e1    | f1    | g1    | h1 |    |  |
|       |       |       |       |       |       |       |    |    |  |

Al igual que en la primera partida, se jugó el ataque indio de rey. Deep Blue jugó un brillante final de partida que le aseguró el empate, al no encontrar Kasparov la continuación ganadora. 
La partida se jugó el 10 de mayo de 1997.
1.Cf3 d5 2.g3 Ag4 3.Ag2 Cd7 4.h3 Axf3 5.Axf3 c6 6.d3 e6 7.e4 Ce5 8.Ag2 dxe4 9.Axe4 Cf6 10.Ag2 Ab4+ 11.Cd2 h5 12.De2 Dc7 13.c3 Ae7 14.d4 Cg6 15.h4 e5 16.Cf3 exd4 17.Cxd4 O-O-O 18.Ag5 Cg4 19.O-O-O The8 20.Dc2 Rb8 21.Rb1 Axg5 22.hxg5 C6e5 23.The1 c5 24.Cf3 Txd1+ 25.Txd1 Cc4 26.Da4 Td8 27.Te1 Cb6 28.Dc2 Dd6 29.c4 Dg6 30.Dxg6 fxg6 31.b3 Cxf2 32.Te6 Rc7 33.Txg6 Td7 34.Ch4 Cc8 35.Ad5 Cd6 36.Te6 Cb5 37.cxb5 Txd5 38.Tg6 Td7 39.Cf5 Ce4 40.Cxg7 Td1+ 41.Rc2 Td2+ 42.Rc1 Txa2 43.Cxh5 Cd2 44.Cf4 Cxb3+ 45.Rb1 Td2 46.Te6 c4 47.Te3 Rb6 48.g6 Rxb5 49.g7 Rb4 ½-½
Si las blancas juegan 50 g8=D entonces la negras fuerzan el empate con 50... Td1+ y después 51... Td2+, consiguiendo tablas por repetición de 3 movimientos.

### 1997 6ª partida Deep Blue contra Kasparov
|       |       |       |       |       |       |       |       |       |  |
|       | a8 rd | b8    | c8 bd | d8 qd | e8 kd | f8 bd | g8    | h8 rd |  |
| a7 pd | b7 pd | c7    | d7 nd | e7    | f7 pd | g7 pd | h7    |       |  |
| a6    | b6    | c6 pd | d6    | e6 pd | f6 nd | g6    | h6 pd |       |  |
| a5    | b5    | c5    | d5    | e5    | f5    | g5 nl | h5    |       |  |
| a4    | b4    | c4    | d4 pl | e4    | f4    | g4    | h4    |       |  |
| a3    | b3    | c3    | d3 bl | e3    | f3 nl | g3    | h3    |       |  |
| a2 pl | b2 pl | c2 pl | d2    | e2    | f2 pl | g2 pl | h2 pl |       |  |
| a1 rl | b1    | c1 bl | d1 ql | e1 kl | f1    | g1    | h1 rl |       |  |
|       |       |       |       |       |       |       |       |       |  |

Antes de la 6ª y última partida el marcador estaba: 2½–2½. Como en la 4ª partida, se jugó la defensa Caro-Kann. Kasparov abandonó en el movimiento 19. 
La partida se jugó el 11 de mayo de 1997.
1.e4 c6 2.d4 d5 3.Cc3 dxe4 4.Cxe4 Cd7 5.Cg5 Cgf6 6.Ad3 e6 7.C1f3 h6 8.Cxe6 De7 9.O-O fxe6 10.Ag6+ Rd8 11.Af4 b5 12.a4 Ab7 13.Te1 Cd5 14.Ag3 Rc8 15.axb5 cxb5 16.Dd3 Ac6 17.Af5 exf5 18.Txe7 Axe7 19.c4 
1-0.